# 基谢洛
基谢洛是巴西塞阿拉州的一个市镇。总面积559.76平方公里，总人口15620人，人口密度27.9人/平方公里。